# Parafia św. Maksymiliana Marii Kolbego w Białymstoku
Parafia pw. Świętego Maksymiliana Marii Kolbego w Białymstoku – rzymskokatolicka parafia należąca do dekanatu Białystok-Białostoczek, archidiecezji białostockiej, metropolii białostockiej.

## Historia parafii
Parafia została utworzona 19 czerwca 1981 roku.

## Kościół parafialny
Kościół parafialny pw. Świętego Maksymiliana Kolbego wybudowany w latach 1985–1995 według projektu Krystyny Drewnowskiej.